# Завальные озёра
Завальные озёра — тип озёр, котловина которых возникла в результате перекрытия русла горных рек. Другое название, встречающееся в отечественной литературе, — «подпрудные», то есть возникшие в результате подпруживания, запруживания. Такие перекрытия могут быть связаны с катастрофическими событиями, например сильными землетрясениями. 
Представляют опасность неконтролируемым прорывом в нижележащие области, угрожая смывом и затоплением населённых мест. 

## Завальные озера
- Изшор
- Кезеной-Ам
- Рица
- Сан-Кристобал
- Сарез
- Севан
- Чейбеккёль
- Аттабат — одно из самых молодых, образовано после оползня в 2010 году; и другие.

## Опасность
Опасность завальных озёр связана с возможностью прорыва в нижележащие области. Считается, что завальные и прорывные наводнения менее регулярны, чем наводнения других типов. Обычно связаны с оползнями и обвалами, землетрясениями, подвижками ледников. По статистике XX века такие события в мире случаются 10-15 раз в год.

## В литературе и искусстве
Таинственные высокогорные озёра окутаны легендами и мифами (например Лаку-Рошу в Румынии).
Высокогорные пейзажи являются предметом поэзии (Гейгёль) и академических исследований